# Jong Il-gwan
Jong Il-gwan (30 de outubro de 1992) é um futebolista profissional norte-coreano que atua como atacante

## Carreira
Jong Il-gwan representou a Seleção Norte-Coreana de Futebol na Copa da Ásia de 2015.